# 性傾向和生物學
生物学与性取向的关系是一个研究课题。虽然科学家不知道性取向形成的確切原因，但現行的理論認為，遺傳、激素與社會因素共同決定一個體的性取向。 產後社會環境對性取向的影響較低，特別是對於男性。
解釋性取向原因的生物學理論受到科学家的青睐。这些理论涉及到遗传因素、早期子宫环境和大脑结构复杂相互作用。与异性恋、同性恋、双性恋或者无性恋形成的有关因素包括基因，产前激素，和大脑结构。

## 实证研究

### 双生子研究
许多双生子研究试图比较遗传学和环境在确定性取向方面的相对重要性。在1991年的一项研究中，贝利和皮拉尔对从“同性恋杂志”中招募的男性双胞胎进行了一项研究，发现52%的同卵双胞胎兄弟（共有59名）和22%的异卵双胞胎在同性恋方面是一致的。 在一项61对双胞胎的研究中，研究者发现，在大多数男性受试者中，单卵双胞胎的同性恋一致率为66%，异卵双胞胎的同性恋一致率为30%。 2000年，贝利、邓恩和马丁研究了4901对澳大利亚双胞胎的大样本，但报告的一致性不到一半。他们发现男性同卵双胞胎的一致性为20%，女性同卵双胞胎的一致性为24%。其他研究者支持性取向由生物学原因决定。Bearman和Brückner (2002)批评早期研究集中于小的选择样本 和不具代表性的课题选择。 他们研究了289对同卵双胞胎和495对异卵双胞胎，发现男性同卵双胞胎的同性吸引力一致率仅为7.7%，女性为5.3%。他们称这一模式“不表明遗传影响独立于社会背景”。
2010年，瑞典对所有成年双胞胎（超过7600对）的研究 ，将同性性行为的来源解释为遗传和个体独特的环境（如产前环境、疾病和创伤的经历、同龄人群体和性经验）。同时，共享环境变量，如家庭环境、社会态度等，有较弱但显著的影响。在统计学上，女性受遗传的影响较弱，男性不受共享环境的影响。瑞典对所有成年双胞胎的研究，旨在解决同性恋双胞胎更愿意参加实验，这一潜在偏见的影响。
生物统计模型显示，在男性中，遗传效应解释34%-39%的性取向差异，共享环境为0%，个体独特的环境为61%-66%；在女性中，对应的估计值为18%-19%的遗传效应，16%-17%的共享环境，64%-66%的个体独特环境。尽管较大的置信区间表明需要谨慎的解释，但是，同性性行为受到遗传为主的、家族的中等程度影响和非共享环境（社会与生物）的中等到较高程度影响的结论不变。

#### 批评
双生子研究受到了很多批评，包括自我选择偏见，即同性恋者和同性恋兄弟姐妹更有可能自愿参加研究。尽管如此，我们还是可以得出这样的结论：鉴于许多同卵双胞胎在性方面的差异，性取向不能仅仅归因于遗传因素。
另一个问题是，即使是同卵双胞胎，在同性恋方面也可能是不一致的，并且有一种机制可能可以解释这种不一致。Gringas和Chen(2001)描述了导致同卵双胞胎之间差异的多种机制，其中最关键的是绒毛膜性和羊膜性。 双绒毛膜双胞胎可能具有不同的激素环境，因为他们从不同的胎盘接收母体血液，这可能导致不同水平的大脑男性化。单羊膜双生子共享激素环境，但可能患有“双生子输血综合征”，即“一个相对充满血液，另一个则血液不足”。

## 性傾向与先天性

### 童年研究
研究者嘗試解答一個問題：我們可以從人的童年，來判斷他們將來的性傾向的嗎？童年就有線索可循的嗎？我們現在知道，即使摒除文化或社會因素，平均來說，男孩子和女孩子的行為都有差異的，例如男孩較喜好競爭性的遊戲。類似的差異也能在成年時有不同性傾向的兒童身上找到嗎？
所謂的「童年」，即人類未踏入青春期、性意識未成熟、人未有性衝動的時候——他們無法絕對肯定自己的性傾向。如果上述問題的答案是肯定的話，就說明性傾向可能是形成於童年或更早的時候。儘管家庭環境和社會文化都可能影響小孩子的行為，但相比起成人而言，小孩子受社會文化因素的影響始終是較微的。如果在不同文化都可以觀察到某些因素的關聯性，我們就可以推斷，當中的關聯性很可能可以以生物學解釋。
對於童年、成年的比照研究，有兩種研究方式：一種是長期追蹤研究，由研究對象童年開始定期會面，直到他們長大成人；另一種是回溯研究，由已確定性傾向的成年人回憶他們兒時的行為。第二種研究比較易找研究對象、短期內亦能較快執行，不過誤差較大。
由下面的研究數據可以看到，童年的行為特徵和成年的性傾向，在統計學上是相關的，但從個別個案來看兩者的關係並非必然的，由下面格林的研究（1987年）可以看出，也有些人童年時有性別認同的問題，長大後成為異性戀者。
回溯研究：
- （1982年，美國）美國加州大學洛杉磯分校的心理學家募集了792個研究對象，其中男同性戀者、女同性戀者、男異性戀者、女異性戀者各有198人。該問卷，填寫者被問到他們兒時有否參與過58種遊戲或運動。結果發現女同性戀者和男同性戀者較傾向玩一些非性別典型（gender atypical）的活動。[16]
- （2009年，巴西、土耳其、泰國）有研究者以問卷和訪問調查了巴西、土耳其和泰國三地的成年男子，共有878個對象，當中177人是同性戀者，157人是雙性戀者，544人是異性戀者。普遍來說，男同性戀者童年時對運動較不感興趣，較多跟女孩子玩，性格也沒那麼有侵略性。[17]

追蹤研究：
- （1987年，美國）心理學家理查·格林（英语：Richard Green (sexologist)）在1960年代後期募集了 66 個行為女性化的男孩，另有56個男孩作為控制組。當他們踏入青春期或成年後，實驗組的66人中，有 44 人能成功聯繫，控制組的 56 人中則有 35 人能聯繫上。控制組的 35 人全是異性戀者；實驗組的 44 人中，有 33 人是同性戀者或雙性戀者， 11 人是異性戀者。[18]

### 基因
如果不同人類個體之間有一些相異特徵，生物學家很容易提出一個問題：這會不會是基因引起的？生理上的性別一般來說是取決於XX和XY染色體，A/B/O/AB血型取決於9q34上的ABO基因，鐮狀血球貧血症取決於11p15.5上的HBB基因  。
自然而然，有人會問：「有同性戀基因嗎？」或是：「性傾向有遺傳學上的根據嗎？」但是科學家仍未能找出確實的同性戀基因。對於這個現象有兩個可能的解釋：
1. 的確有一些關鍵性的基因影響性傾向，只是科學家尚未發現。
2. 性傾向的形成受多個基因影響着。

現時科學家透過基因譜比對，猜測會影響男性性傾向的幾個染色體有：7、8、10、14和X。此外，基於荷爾蒙會影響性傾向是相同流行的說法，有科學家便針對男性荷爾蒙受體（其編碼基因位於X染色體）和芳香環轉化酶（此酶能將睪丸素轉換成女性荷爾蒙，其編碼基因位於15q21.1）研究。
雙生子研究和家族研究是科學家判斷某些特徵是否遺傳常用的方法。當然這些方法有其缺陷：
1. 當一個家族或雙生子都有相近的特徵，除了基因的作用，亦可能由以下因素引起，而單憑統計數據不足以下定論：
  - 共享環境：大家共同遇到的事件。注意這裏的「環境」或是「事件」，不止指社會或家庭文化或發生的事件，亦指生物學或化學上產生作用的地方或條件。例如對於雙生兒來說，母體就是他們的共同環境，母親懷孕期間母體內各種荷爾蒙的濃度都可能影響這些雙生兒日後的特徵。
  - 非共享環境：個別遭遇到的事件。
2. 大多數人都是異性戀的，要找到大量既是同性戀者又是家族的個案以供研究，可不是易事。樣本數目越少，統計學上就較不可靠。
3. 招募研究對象：一些兄弟姐妹或親戚都是同性戀者的人可能會較願意去參與研究，這使得的實際比例更不清晰。

另外，雙生子研究的時候，研究者要考慮研究對象是同卵雙生還是異卵雙生；但有時要判定研究對象是哪一種雙生兒時，並不會作仔細的DNA核對，多是單從外貌去判斷，這也造成一定的誤差。
各地都有研究者進行過相關的雙生子研究，以下是一些數據：（百份比表示同性戀的遺傳機率）
- 澳洲：30% （男）、50-60%（女）（研究對象數目 N=4901 (對雙生兒)，報告出版年份：2000年）[21]
- 瑞典：34%-39%（男）、18-19%（女）（N=3826(對)，2010年）[22]
- 芬蘭：45%（男）、50%（女）（N=3261(對)，2010年）[23]
- 美國：0%（男）、48%（女）（1314人，1997年）[24]／ 28-65%（N=794(對)，2000年） [25]

家族研究方面，暫時科學界的研究數據顯示，跟同性戀者有相同性別的兄弟姐妹，約有 7-16% 也是同性戀者。

### 荷爾蒙
關於荷爾蒙對性傾向的影響，科學家多是針對出生前荷爾蒙研究。不少科學家相信出生前荷爾蒙是關鍵性的因素。
科學家之所以針對研究出生前荷爾蒙，是基於幾個線索：
1. 從動物實驗上得知，實驗鼠的出生前荷爾蒙濃度會影響其性傾向。[30][31][32][33]
2. 患有先天性腎上腺增生症（ CAH ，在胚胎發育期睪丸素過多 （页面存档备份，存于））的女性，跟她們一些沒有患此症的女性親戚比較，前者同性戀的比率較一般女性高。[34]
3. 研究顯示一些非性別典型的特質（包括喜好的遊戲、攻擊性、食指無名指長比、腦內SDN-POA的大小）會受到出生前荷爾蒙濃度影響。有些科學家猜想，性傾向和這些性質就好像「一個套裝」般加諸人身上。由此推論，這個「套裝」是會受到出生前荷爾蒙的濃度影響其「內涵」的。

## 演化生物學
同性戀是個不利生育的因素。若從演化生物學的角度來看，如果同性戀是有一定遺傳性的，這個因素經過多年自然競爭、淘汰之後，似乎應該會消失在人口之中。那為何古往今來同性戀者都在人口保持一定比例呢？就此有多個解釋：
- 好些同性戀者／雙性戀者可能因為社會風俗等因素而生育。
- 相關的基因是隱性的／需要某些條件才能誘發其表型。
- 相關的基因有多方面的影響——除了影響性傾向之外，還會影響其他特質，而那些特質可能是有利競爭和繁衍的。

以下是其中一些假設。這些假設的其中一個推論均是同性戀者較一般人有更多的親戚。
- 親屬選擇（kin selection）：這個模型提出，同性戀者自己傾向不生育，他們能協助其親屬照顧兒女，繼而他們的親屬會有更多子女存活下來。[35]
- 對於 相異性別的兄弟／姐妹：有學者認為性傾向應該用一個「對男性特別有性慾／對女性特別有性慾」的模型去理解，而非「對異性特別有性慾／對同性特別有性慾」。例如說，男同性戀者和他的姐妹，家族遺傳一些基因，會增加他們對男性的性慾。那些女性對男性的性慾特別強，提高了生育率，使得那個基因能延續下去。[36][37][38] [39] [40]
- 對於 相同性別的兄弟／姐妹：一些非性別典型的特質，可能更會吸引異性。當這些特質到了某個程度，個體就會傾向同性戀。男同性戀者和他的異性戀兄弟，家族遺傳一些「女性化」的基因，他的異性戀兄弟性情可能更溫和、有同情心，因此更受女性歡迎，生育率更高。[41][42]

## 主要參考書目
- Simon LeVay. Gay, Straight, and the Reason Why: The Science of Sexual Orientation ISBN 9780199737673, 2010